# Hotel Metropole w Szczecinie

Plan budynku

Hotel Metropole – hotel, który zlokalizowany był na narożniku dzisiejszych ulic Świętego Ducha i Podwale, na osiedlu Stare Miasto, w dzielnicy Śródmieście. Zniszczony podczas II wojny światowej.

## Historia
Kamienicę z przeznaczeniem na siedzibę hotelu Metropole wzniesiono w latach 1900–1901 przy ówczesnej Heiligegeiststraße 7b. Pod koniec stycznia 1907 r. w hotelu Metropole nocowała Ida Altmann, niemiecka działaczka proletariackiego ruchu kobiet. 21 stycznia 1907 r. wysłała ona z tego hotelu list do swojego przyjaciela i przyszłego męża, Jagera Bronna.
Kamienica została zniszczona w czasie bombardowań Szczecina. Po wojnie jej gruzy uprzątnięto, a powstałą w ten sposób pustą przestrzeń wyrównano i przeznaczono na prowizoryczny parking autobusowy.

## Architektura
Budynek hotelu Metropole był obiektem narożnym, czterokondygnacyjnym, z poddaszem użytkowym. Skrzydło od strony ulicy Świętego Ducha było siedmioosiowe, natomiast od strony ulicy Podwale o jedną oś krótszą. Fasada pierwszego i drugiego piętra udekorowana była boniowaniem. W ściętym narożniku budynku umieszczono wejście z drzwiami w portalu zamkniętym łukiem. Elewację wyższych pięter podzielono paskami i ozdobiono płycinami. Ostatnią kondygnację oddzielono od poddasza gzymsem koronującym. Dach budynku był kryty dachówką, a narożnik wieńczył hełm z iglicą. Hotel posiadał ogółem 100 pokoi; był to jeden z największych obiektów hotelowych przedwojennego Szczecina. Do dyspozycji gości pozostawały także: pływalnia, garaże i restauracja. 